# Ярославский радиотелецентр РТРС
Ярославский областной радиотелевизионный передающий центр (филиал РТРС «Ярославский ОРТПЦ») — подразделение Российской телевизионной и радиовещательной сети (РТРС), основной оператор цифрового эфирного и аналогового эфирного теле- и радиовещания Ярославской области.
Филиал обеспечивает эфирную трансляцию 20 цифровых телеканалов в стандарте DVB-T2 для 100 % жителей области, содействует в развитии интернета для социально-значимых объектов и отдаленных населенных пунктов.
Цифровая телесеть РТРС в регионе включает 22 передающих станции.
До перехода на цифровое телевидение жители отдаленных населенных пунктов Ярославской области могли принимать 1-2 телеканала.

## История
1 июня 1956 года принято считать днем образования Ярославского радиотелецентра.
В сентябре 1955 года в Ярославле принято решение о возведении телецентра.
Любительский телецентр начал работу 6 ноября 1956 года.
Первая передача появилась в эфире 22 сентября 1957 года. 31 декабря государственный телецентр в Ярославле приступил к регулярной трансляции местных телепередач и передач Московского телецентра.
В 1960-е созданы ретрансляторы в Рыбинске, Ростове и Переславле-Залесском, в 1970—80-е годы  мощные передающие станции в поселках Волга и Дубки.
В 90-е в регионе развивалось коммерческое телерадиовещание.
В 1999 году «Ярославский ОРТПЦ» вошел в состав ВГТРК.

## Деятельность
С 2002 года филиал был выделен из ВГТРК указом президента России и стал филиалом РТРС «Ярославский ОРТПЦ».
В 2010-е годы ярославский филиал РТРС создал в регионе сеть цифрового эфирного телевидения. 6 августа 2013 года в Ярославле началась трансляция 10 телеканалов первого мультиплекса. Тогда же на базе филиала РТРС открылся Центр консультационной поддержки населения (ЦКП). При переходе на цифровое телевидение ЦКП оказывал жителям консультационную поддержку.
13 августа 2014 года в Ярославле стал доступен второй мультиплекс.
В 2015 году филиал начал в Ярославле FM-трансляцию радиостанций «Радио России», «Вести FM» и «Маяк».
Создание цифровой телесети завершилось к 2016 году. В 2018-м в области была введена в эксплуатацию вся сеть второго мультиплекса.
5 сентября 2017 года филиал РТРС «Ярославский ОРТПЦ» и ГТРК «Ярославия» начали трансляцию региональных программ в составе пакета цифровых телеканалов (первый мультиплекс) в Ярославской области. Региональные программы ГТРК «Ярославия» доступны в цифровом качестве на каналах первого мультиплекса «Россия 1», «Россия 24» и «Радио России» 100 % жителей Ярославской области.
11 февраля 2019 года в 8:41 ярославский филиал РТРС прекратил аналоговую трансляцию федеральных телеканалов в регионе. На телеэкранах зрителей аналогового телевидения в течение недели транслировалась информационная заставка с объявлением о переходе на цифровые телевизионные технологии и номером федеральной горячей линии. Готовность жителей региона к переходу на цифровое телевидение была оценена в Минцифры России как «крайне высокая». Область вошла в первый этап отключения вместе с шестью другими регионами, согласно плану, утвержденному решением Правительственной комиссии по развитию телерадиовещания от 29 ноября 2018 года. Это событие во всех регионах первой волны, включая Ярославскую область, было отмечено флешмобом «Смотри цифру». В подключении цифрового телевидения зрителям активно помогали волонтеры, прошедшие специальную подготовку в филиале РТРС.
29 ноября 2019 года дан старт трансляции регионального канала «Первый Ярославский» (с марта 2025 года — ЯПервый) в сетке вещания телеканала ОТР. Блоки региональных новостных и информационно-аналитических программ выходят утром и вечером.
22 августа 2022 года филиал торжественно запустил архитектурно-художественную подсветку ярославской телебашни Подсветка включается по вечерам в праздничные и знаменательные даты..

## Организация вещания
РТРС транслирует в Ярославской области:
- 20 телеканалов и 3 радиоканала в цифровом формате;
- 1 телеканал и 20 радиоканалов в аналоговом формате.

Инфраструктура эфирного телерадиовещания ярославского филиала РТРС включает:
- областной радиотелецентр;
- 3 производственных территориальных подразделения;
- центр формирования мультиплексов;
- 23 радиотелевизионных передающих станции;
- 24 антенно-мачтовых сооружения;
- 89 приемных земных спутниковых станций[84].

## Социальная ответственность
19 марта 2020 года в РТРС заключен коллективный договор на 2020—2023 годы. Коллективный договор предусматривает более 30 социальных льгот для работников.

## Награды
13 декабря 2023 года ярославский филиал РТРС был награжден за третье место регионального этапа всероссийского конкурса «Российская организация высокой социальной эффективности» в номинации «За развитие социального партнерства в организации производственной сферы».